# Guvernoratul Damietta
Guvernoratul Damietta (în arabă دمياط) este o unitate administrativă de gradul I, situată  în  partea de nord-est a Egiptului. Reședința sa este orașul Damietta.